# Jarcha
Zie Jarcha (band) voor het artikel over de Spaanse popgroep.
Een jarcha (Arabisch خرجة jarŷa, "slot" of "einde") is een populaire lyrische compositie uit de periode van het islamitische Spanje, die het laatste deel vormt van de muwassahah. Er zijn voorbeelden van overgeleverd uit de 10e en 11e eeuw. Deze muwassahah is samengesteld uit vijf strofen van vier tot zes versregels. Ongeveer een derde van de jarchas is geschreven in klassiek Arabisch en de rest overwegend in Andalusisch Arabisch. Het zijn de vroegst bekende voorbeelden van literaire teksten in een Romaanse taal.
In de jaren 70 was een gelijknamige Spaanse popgroep redelijk succesvol in Spanje en andere Europese landen.